# 2024 في روسيا
الأحداث في سنة 2024 في روسيا.

## شاغلي المناصب
- الرئيس – فلاديمير بوتن
- رئيس الوزراء – ميخائيل ميشوستين

## الأحداث الجارية
- الحرب الروسية الأوكرانية
  - الغزو الروسي لأوكرانيا (2022–حتى الآن)
  - الجدول الزمني للغزو الروسي لأوكرانيا (1 ديسمبر 2023 - حتى الآن)

## الأحداث

### يناير
- 2 يناير - أطلقت طائرة تابعة للقوات الجوية الروسية عن طريق الخطأ ذخيرتها المتفجرة على قرية بتروبافلوفكا، منطقة فورونيج, مما أدى إلى إصابة أربعة أشخاص وإلحاق أضرار بستة مبانٍ.[1][2]
- 3 يناير - أتمت أوكرانيا وروسيا أول عملية تبادل للأسرى منذ ما يقرب من خمسة أشهر, حيث تم إطلاق سراح أكثر من 200 شخص من كل جانب, بتسهيل من الإمارات العربية المتحدة.[3]
- 4 يناير - أصدر الرئيس بوتن مرسومًا يمنح الجنسية الروسية للأجانب الذين يقاتلون من أجل روسيا في الحرب ضد أوكرانيا وعائلاتهم.[4]
- 8 يناير - أدى حادث تصادم بين 50 مركبة في ظروف ثلجية على الطريق السريع بين موسكو وسانت بطرسبرغ  [لغات أخرى]‏ بالقرب من نوفغورود إلى مقتل أربعة أشخاص وإصابة ستة آخرين.[5]
- 9 يناير - أدرجت روسيا قطب الأعمال المنفي ميخائيل خودوركوفسكي على قائمة المطلوبين بسبب التعليقات التي أدلى بها بشأن الحرب في أوكرانيا.[6]
- 17 يناير 2024 - احتجاجات باشكيريا  [لغات أخرى]‏: احتج آلاف الأشخاص على محاكمة الناشط الباشكيريّ فايل ألسينوف  [لغات أخرى]‏ في بايماك، باشكيريا. وأُبلغ عن اشتباكات مع الشرطة.[7]
- 21 يناير - اشتعلت النيران في محطة تابعة لشركة نوفاتيك الروسية لإنتاج الغاز في أوست لوغا  [لغات أخرى]‏, في خليج فنلندا, بسبب هجوم مشتبه به بطائرة بدون طيار أوكرانية.[8]
- 24 يناير - تحطم طائرة كوروتشانسكي إيل-76: تحطمت طائرة النقل العسكرية الروسية من طراز إليوشن إيل-76, والتي ادعت وزارة الدفاع الروسية أنها كانت تحمل 65 أسير حرب أوكرانيًا, وستة من أفراد الطاقم وثلاثة حراس, في منطقة كوروتشانسكي  [لغات أخرى]‏ في منطقة بيلغورود, بالقرب من الحدود الأوكرانية, مما أسفر عن مقتل كل من كان على متنها.[9]
- 25 يناير - اغتيال فلادلين تاتارسكي: أصدرت محكمة في سانت بطرسبرغ حكمًا على داريا تريبوفا  [لغات أخرى]‏ بالسجن لمدة 27 عامًا بتهمة اغتيال فلادلين تاتارسكي  [لغات أخرى]‏.[10]
- في 31 يناير, أجرت روسيا وأوكرانيا عملية تبادل أسرى على حدودهما, حيث أُعيد 195 جنديًا إلى روسيا, و207 عسكريين ومدنيين إلى أوكرانيا على التوالي. وقد يسّرت الإمارات العربية المتحدة هذه الصفقة.[11]

### فبراير
- في الثاني من فبراير, تعرضت مصفاة نفط تابعة لشركة لوك أويل في فولغوغراد لهجوم بطائرات مسيرة أوكرانية بعيدة المدى, مما تسبب في حريق هائل وتعطيل العمليات. وصرح حاكم منطقة فولغوغراد,  [لغات أخرى]‏ أندريه بوتشاروف,  [لغات أخرى]‏ بأن الدفاعات الجوية  [لغات أخرى]‏ صدت الهجوم.[12]
- 8 فبراير - مقابلة فلاديمير بوتين: مقابلة تلفزيونية أجراها الصحفي والمعلق السياسي الأمريكي تاكر كارلسون مع الرئيس بوتين. وهي أول مقابلة تُجرى مع بوتين لصحفي غربي منذ الغزو الروسي لأوكرانيا في فبراير 2022.
- 16 فبراير – أليكسي نافالني, زعيم المعارضة البارز والناقد الصريح للرئيس بوتن, يموت أثناء قضاء عقوبة بالسجن لمدة 19 عامًا. [13]
- 20 فبراير - اعتقلت هيئة الأمن الفيدرالية كسينيا كاريلينا  [لغات أخرى]‏, وهي مواطنة روسية أمريكية مزدوجة الجنسية, للاشتباه في ارتكابها جريمة الخيانة. [14]
- من 29 فبراير إلى 7 مارس – يقام مهرجان الشباب العالمي  [لغات أخرى]‏ في سيريوس، إقليم كراسنودار. [15]

### مارس
- 1 مارس - عقد جنازة أليكسي نافالني في موسكو. [16]
- 3 مارس - قتل ستة من المزعومين أعضاء تنظيم الدولة الإسلامية في تبادل إطلاق النار مع الشرطة  [لغات أخرى]‏ في قرابولاك, جمهورية إنجوشياتيا.[17]
- 12 مارس - 7 أبريل: فئة حرية روسيا, وجيش التطوع الروسي والكتيبة السيبرية يطلقون غزوًا عبر الحدود من أوكرانيا ويطالبون بأنهم سيطروا على مستوطنات تيوتكينو, إقليم كورسك, ولوزوفايا رودكا, إقليمة بلغورود. تدعي الحكومة الروسية أنها رفضت الهجمات. تحطمت طائرة نقلة عسكرية IL-76 أثناء الإقلاع في إقليم إيفانوفو, مما أسفر عن مقتل جميع الأشخاص الـ 15 على متن الطائرة.
  - فجأة, بدأت فئة "فريدي روسي" و"فوج المتطوعين الروس" و"باتليون سيبير" غزوًا عبر الحدود من أوكرانيا, وتزعموا أنّهم سيطروا على مستوطنات "تايوتكينو" في إقليم كورسك, و"لوزوفايا رودكا  [لغات أخرى]‏" في إيقليم بلغورود. تدعي الحكومة الروسية أنها رفضت الهجمات. [18]
  - تحطمت طائرة نقلة عسكرية IL-76 أثناء الإقلاع في إقليم إيفانوڤو, مما أسفر عن مقتل جميع الأشخاص الـ 15 على متن الطائرة.[19]
- 14 مارس - طائرة تابعة القوات الجوية الملكية تحمل وزير الدفاع البريطاني (غرانت شابس) وعدد من الصحفيين تم تعطل إشارات جهاز تحديد المواقع أثناء الطيران بالقرب من منطقة كالينينغراد. إشارات الهاتف المحمول كانت عالقة أيضاً خلال الرحلة يشتبه في أن الجيش الروسي هو وراء التشويش. [20]
- 15 إلى 17 مارس - انتخابات رئاسية روسية عام 2024: الفوز الرئيس الحالي فلاديمير بوتين بمفترة خامسة في منصبه. [21]
- 19 مارس: انهيار منجم ذهب في منطقة زايسكي, أمور أوبلاست يترك 13 من المعدين ميتا. حُكم على مارينا راكوفا, نائبة وزيرة التعليم السابق, بالسجن خمس سنوات بتهمة الاحتيال الذي شملت إساءة استغلال 50 مليون روبل (540 ألف دولار) من أموال وزارة التعليم. تم إعطاء مدعىها المشتبه به, رئيس مدرسة موسكو للعلوم الاجتماعية والاقتصادية سيرغي زويف, حكمًا معطلًا لمدة أربع سنوات في نفس القضية. ويقال إن مركبة صيد صيد روسية أصيبت بصاروخ خلال تدريبات أسطول البلطيق قبالة ساحل ولاية كالينينغراد, مما أسفر عن مقتل ثلاثة وإصابة أربعة آخرين. تلوم السلطات الروسية الحادث على حريق وتزعم أن شخصاً واحداً فقط قتل.
  - انهيار منجم ذهب في منطقة زايسكي  [لغات أخرى]‏, أمور أوبلاست يترك 13 من المنجمين ميتا.[22][23]
  - حُكم على مارينا راكوفا  [لغات أخرى]‏ نائبة وزيرة التعليم السابق, بالسجن خمس سنوات بتهمة الاحتيال الذي شملت إساءة استغلال 50 مليون روبل (540 ألف دولار) من أموال وزارة التعليم. تم إعطاء مدعىها المشتبه به, رئيس مدرسة موسكو للعلوم الاجتماعية والاقتصادية  [لغات أخرى]‏ سيرغي زويف, حكمًا معطلًا لمدة أربع سنوات في نفس القضية.[24]
  - ويقال إن مركبة صيد صيد روسية أصيبت بصاروخ خلال تدريبات أسطول البلطيق قبالة ساحل ولاية كالينينغراد, مما أسفر عن مقتل ثلاثة وإصابة أربعة آخرين. تلوم السلطات الروسية الحادث على حريق وتزعم أن شخصاً واحداً فقط قتل.[25]
- 21 مارس - حكمت المحكمة العليا في تاتارستان على راديك تاجيروف, الذي يتم تحديده باعتباره قاتل فولغا مانيك, بالسجن مدى الحياة لقتل 31 امرأة كبار السن في الجمهورية بين عامي 2011 و 2012.[26]
- 22 مارس - تقول الحكومة الروسية, من خلال المتحدث باسم الكرملين ديمتري بيسكوف, في مؤتمر صحفي أن غزو أوكرانيا أصبح الآن "حربا" وليس "عملية عسكرية خاصة", المصطلح الرسمي الذي تستخدمه الحكومة الرسوية للحرب. في مؤتمر صحفي آخر في وقت لاحق من ذلك اليوم, أوضح بيسكوف أنه على الرغم من أن الغزو حرب فعلية, إلا أن الحكومة الروسية لا تنوي بعد تغيير وضعها القانوني ك"عملية عسكرية خاصة". هجوم على قاعة مدينة كروكوس: قتل ما لا يقل عن 137 شخصا وأصيب أكثر من 182 في هجوم إطلاق نار وحرق مدينة كروسونغورسك, مدينة موسكو.
  - قالت الحكومة الروسية, من خلال المتحدث باسم الكرملين ديمتري بيسكوف في مؤتمر صحفي, أن غزو أوكرانيا أصبح الآن "حربا" وليس "عملية عسكرية خاصة", المصطلح الرسمي الذي تستخدمه الحكومة الرسوية للحرب. في مؤتمر صحفي آخر في وقت لاحق من ذلك اليوم, أوضح بيسكوف أنه على الرغم من أن الغزو حرب فعلية, إلا أن الحكومة الروسية لا تنوي بعد تغيير وضعها القانون ك"عملية عسكرية خاصة".[27]
  - هجوم على قاعة مدينة كروكوس: قتل ما لا يقل عن 137 شخصا وأصيب أكثر من 182 في هجوم إطلاق نار وحرق مدينة كروسونغورسك, مدينة موسكو.[28]
- 24 مارس - انتهك صاروخ كروز روسي المجال الجوي لحلف شمال الأطلسي فوق بولندا, مما دفع لتنشيط طائرات من القوات الجوية البولندية. هجوم على قاعة مدينة كروكوس: أربعة رجال تاجيك اتهموا بالإرهاب يتم إحضارهم إلى محكمة منطقة باسماني في موسكو, حيث أُمر بإحجازهم في الحبس المسبق للمحاكمة حتى 22 مايو على الأقل.
  - صاروخ كروز روسي ينتهك المجال الجوي لحلف شمال الأطلسي فوق بولندا مما دفع إلى تنشيط الطائرات من القوات الجوية البولندية.[29]
  - هجوم على قاعة مدينة كروكوس: أربعة رجال تاجيك اتهموا بالإرهاب يتم إحضارهم إلى محكمة منطقة باسماني  [لغات أخرى]‏ في موسكو, حيث أُمر بإحجازهم في الحبس المسبق للمحاكمة حتى 22 مايو على الأقل.[30]
- 28 مارس - تحطمت طائرة سوخوي سو-35 في البحر قبالة سيفاستوبول. وذكرت أن الطيار قد طرد بأمان.[31]
- 29 مارس - روسيا تنفذ حق النقض على استمرار مراقبة عقوبات الأمم المتحدة على برنامج كوريا الشمالية للأسلحة النووية.[32]
- 31 مارس - يوقع الرئيس بوتين مرسومًا لحملة تجنيد أكبر من المعتاد في الربيع, يدعو إلى 150,000 مواطن الخدمة العسكرية.[33]

### أبريل
- 1 أبريل - اصطدم قطار بحافلة عند معبر للسكك الحديدية في منطقة ياروسلافل, مما أسفر عن مقتل ثمانية أشخاص.[34]
- في 4 أبريل, أُصيب حاكم مقاطعة مورمانسك، أندريه تشيبيس  [لغات أخرى]‏, بجروح بالغة إثر طعنه أثناء اجتماع مع ناخبين في أباتيتي. وأُفيد أن المعتدي عامل سكك حديدية محلي ساخط يبلغ من العمر 42 عامًا. [35]
- 5 أبريل - انهيار سد أورسك  [لغات أخرى]‏: أدى انهيار سد في أورسك، مقاطعة أورينبورغ, بسبب ذوبان الثلوج إلى فيضان غمر 10 آلاف منزل وشرد 10 آلاف شخص. وفي الأيام التالية, حدثت فيضانات أيضًا بسبب ذوبان الجليد الربيعي في مقاطعات تيومين وتومسك وكورغان.[36][37][38]
- 8 أبريل - قُتل شخص وأصيب خمسة آخرون بعد انهيار جسر على خط سكة حديد في فيازما، منطقة سمولينسك. [39]
- 9 أبريل - حُكم على أربعة أشخاص بالسجن لفترات متفاوتة بما في ذلك السجن مدى الحياة بتهمة ارتكاب جرائم قتل طقسية لثلاثة أشخاص في جمهورية كاريليا ومنطقة لينينغراد ومنطقة موسكو في عام 2016. [40]
- 11 أبريل –
  - قُتل اثنان من المشتبه بهم في عملية مكافحة الإرهاب خارج نالتشيك، كاباردينو بلقاريا. [41]
  - روسيا تحذر مواطنيها من السفر إلى الشرق الأوسط وسط التوترات بين إيران وإسرائيل. [42]
- 17 أبريل - بدأت روسيا سحب قواتها لحفظ السلام من ناغورنو كاراباخ. [43]
- 19 أبريل - تم إسقاط طائرة تابعة للقوات الجوية الروسية من طراز Tu-22M3 في المجال الجوي الروسي فوق إقليم ستافروبول بعد إطلاق صواريخ على أهداف في أوكرانيا. [44]
- 22 أبريل:
  - قُتل ضابطا شرطة وأصيب ثالث في هجوم مسلح في كاراتشيفسك، قراتشاي-تشركيسيا. [45]
  - قُتل ثلاثة أشخاص في حريق بمصنع لبناء الآلات في فورونيج. [46]
- 23 أبريل - تم القبض على نائب وزير الدفاع تيمور إيفانوف  [لغات أخرى]‏ للاشتباه في ارتكابه رشوة. [47]
- 24 أبريل - استخدمت روسيا حق النقض ضد قرار مجلس الأمن التابع للأمم المتحدة الذي يؤكد حظر سباق التسلح في الفضاء الخارجي بموجب أحكام معاهدة الفضاء الخارجي. [48]
- 27 أبريل - اعتقلت السلطات المشتبه به الخامس في هجوم مبنى بلدية كروكوس في مارس, وهو رجل طاجيكي متهم بتزويد المهاجمين بالتمويل والاتصالات. [49]
- 28 أبريل - قُتل شرطيان وأصيب أربعة آخرون في إطلاق نار جماعي على نقطة تفتيش  [لغات أخرى]‏ في قراتشاي-تشركيسيا. كما قُتل المهاجمون الخمسة, المشتبه بتورطهم في هجوم 22 أبريل, في تبادل إطلاق النار الذي تلا ذلك. [50]

### مايو

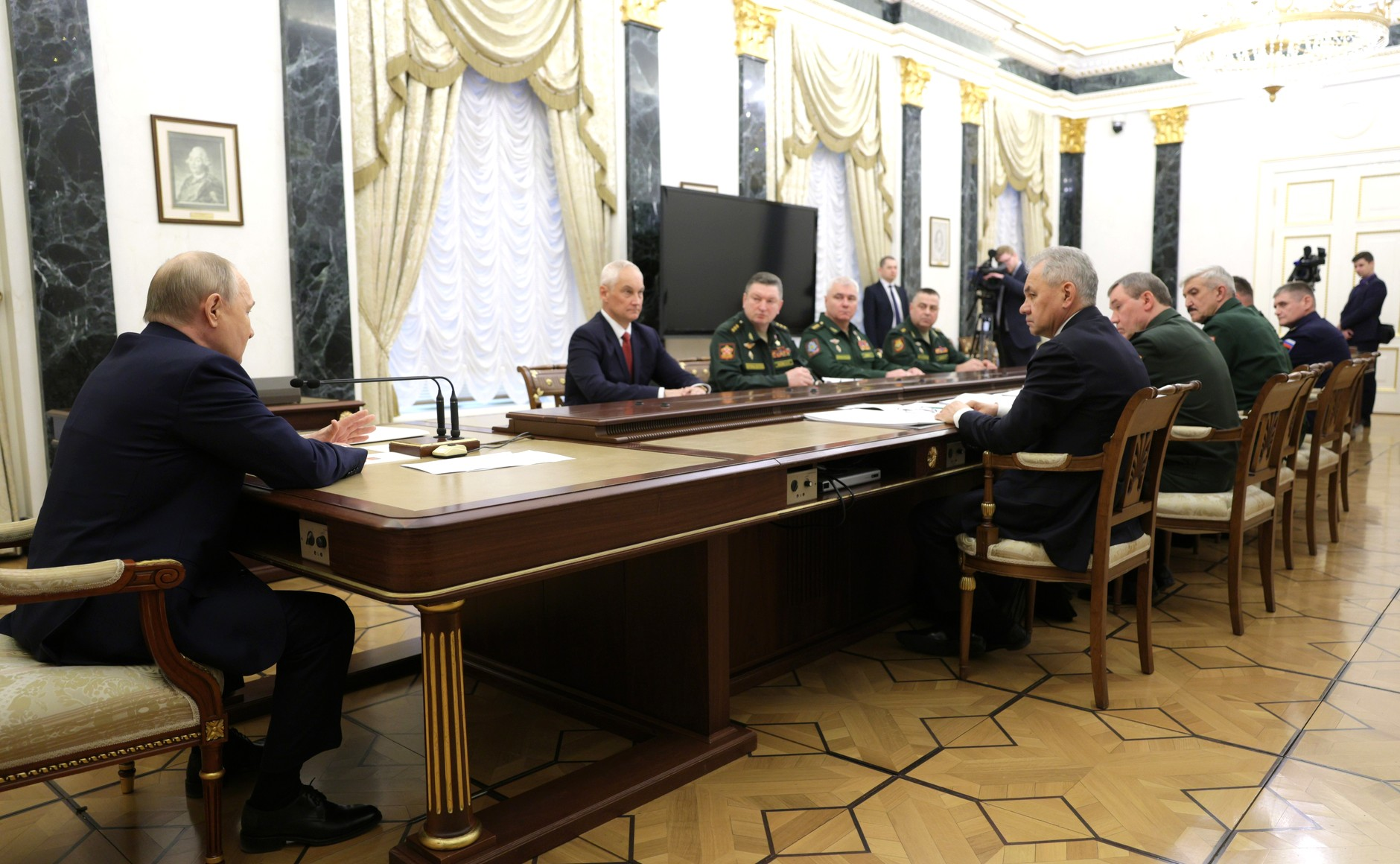
الرئيس بوتن مع شويغو، جيراسيموف، بيلوسوف، يفكوروف وقادة المناطق العسكرية الروسية في 15 مايو 2024

- 6 مايو-إعلان حالة الطوارئ في إيركوتسك أوبلاست بسبب حرائق الغابات.[51]
- 7 مايو - روسيا تعلن الولايات المتحدة. منظمة غير ربحية بيت الحرية "منظمة غير مرغوب فيها  [لغات أخرى]‏",وحظر فعال للمجموعة, بعد اتهامه " تشويه سمعة الجيش الروسي"والدعوة عقوبات ضد روسيا  [لغات أخرى]‏.[52]
- 9 مايو –
  - تم الإبلاغ عن ضربة بدون طيار في باشكورتوستان لأول مرة منذ بداية الحرب ضد أوكرانيا.[53]
  - فلاديمير بوتين يبدأ الولاية الخامسة  [لغات أخرى]‏ كما رئيس روسيا.[54]
- 10 مايو:
  - هجوم خاركيف 2024: روسيا تشن هجوما في أوكرانيا خاركيف أوبلاست, مما دفع القوات الأوكرانية إلى الوراء كيلومتر واحد من الحدود الدولية.[55]
  - حافلة تغرق في مويكا نهر في سانت بطرسبرغ, مما أسفر عن مقتل سبعة ركاب.[56]
- 12 مايو:
  - مقتل ثلاثة عشر شخصا في هجوم صاروخي أوكراني مشتبه به على شقة في بيلغورود.[57]
  - وزير الدفاع سيرجي شويغو يتم تعيين سكرتير مجلس الأمن الروسي وحل محله نائب رئيس الوزراء أندري بيلوسوف.[58]
- 14 مايو –
  - الرئيس السابق لموظفي وزارة الدفاع تم القبض على يوري كوزنتسوف ل الرشوة من أكثر ₽1 مليون. تهمه تحمل ما يصل إلى 15 سنوات من السجن.[59]
  - روسيا تضع الغواصة النووية القادرة صاروخ بولافا الباليستي العابر للقارات  [لغات أخرى]‏ في الخدمة.[60]
- 16 مايو-الرئيس فلاديمير بوتين لقاء مع الرئيس الصيني شي جين بينغ في بكين كجزء من زيارته التي استمرت يومين للصين.[61]
- 17 مايو-قذيفة مدفعية عيار 76 ملم تعود إلى الحرب الوطنية العظمى التي تم تخزينها داخل قبو من أكاديمية بوديوني العسكرية لفيلق الإشارة  [لغات أخرى]‏ في سانت بطرسبرغ ينفجر أثناء أعمال التنظيف, مما أدى إلى إصابة سبعة جنود.[62]
- 20 مايو –
  - فاليري فادييف  [لغات أخرى]‏ رئيس مجلس إدارة المجلس الرئاسي للمجتمع المدني وحقوق الإنسان يدعو إلى النقاب حظر في روسيا.[63]
  - محكمة في نوفوسيبيرسك حكم على رجل يبلغ من العمر 24 عاما بالسجن لمدة 25 عاما بتهمة التآمر هجوم الحرق العمد في مكتب تجنيد عسكري مع توجيهات مزعومة من أوكرانيا.[64]
- 21 مايو –
  - يتم إعلان حالة الطوارئ في جمهورية سخا بسبب الفيضانات.[65]
  - محكمة في سانت بطرسبرغ الأحكام أناتولي ماسلوف  [لغات أخرى]‏, خبير صواريخ تفوق سرعتها سرعة الصوت يبلغ من العمر 77 عاما, إلى 14 عاما في السجن للدولة الخيانة.[66]
- 22 مايو –
  - ال مجلس الأمن التابع للأمم المتحدة التصويت ضد قرار قدمته روسيا و الصين منع الدول الأعضاء من وضع الأسلحة في الفضاء الخارجي.[67]
  - A سويوز-2 صاروخ يحمل قمر كوزموس 2576  [لغات أخرى]‏ يتم إطلاقه من بليسيتسك كوزمودروم في أرخانجيلسك أوبلاست.[68]
  - ال وزارة الدفاع الروسية يقترح تعديل الحدود البحرية لروسيا من جانب واحد في بحر البلطيق. ومع ذلك, في أعقاب التعليقات التي أدلى بها أعضاء البلطيق الناتو, بما في ذلك فنلندا وليتوانيا, الوزارة تتراجع عن الاقتراح.[69]
- 23 مايو:
  - نائب رئيس هيئة الأركان العامة اللفتنانت جنرال فاديم شامارين  [لغات أخرى]‏ تم القبض عليه بتهمة الرشوة.[70]
  - مقتل ثمانية أشخاص في حريق في نزل في استرا، موسكو أوبلاست.[71]
  - روسيا تعيد ستة أطفال شردتهم الحرب إلى أوكرانيا في اتفاق توسطت فيه قطر.[72]
- 24 مايو:
  - ال الاتحاد الأوروبي يسمح أوكرانيا لاستخدام أموال الفائدة من الحسابات المصرفية الروسية المجمدة, بلغ مجموعها €2.5 مليار (2.7 مليار دولار) سنويا.[73]
  - السلطات تعتقل أكثر من 20 شخصا في اتصال مع هجوم قاعة مدينة الزعفران في مارس.[74]
- 26 مايو-تم تسجيل هجوم طائرة بدون طيار أوكراني مشتبه به لأول مرة في أورينبورغ أوبلاست, استهداف منشأة رادار عسكرية بالقرب من أورسك.[75]
- 30 مايو – ناتاليا كوماروفا  [لغات أخرى]‏ يستقيل من منصب حاكم أوكروج خانتي مانسي ذاتية الحكم ويتم استبداله بـ رسلان كوخاروك  [لغات أخرى]‏.[76]
- 31 مايو:
  - تسعة وعشرون سيارة من قطار بضائع تحمل الفحم تخرج عن مسارها على طول السكك الحديدية عبر سيبيريا بين سيليتكان وليديانايا في آمور أوبلاست, مما تسبب في حرائق الغابات.[77]
  - ديمتري ازاروف يستقيل من منصب حاكم سمارة أوبلاست ويتم استبداله بـ فياتشيسلاف فيدوريشيف  [لغات أخرى]‏.[78]

### يونيو
- 2 يونيو: اتهمت روسيا حلف شمال الأطلسي والولايات المتحدة "بإثارة مستوى جديد من التوتر" بعد أن سمحت بعض الدول الأعضاء أوكرانيا باستخدام أسلحة من الغرب لضرب أهداف داخل روسيا. تم الإبلاغ عن عدد غير محدد من القتلى وثلاث إصابات بعد حريق في مصفاة نفط في أوختا, جمهورية كومي.
  - تتهم روسيا حلف شمال الأطلسي والولايات المتحدة "بإثارة مستوى جديد من التوتر" بعد أن سمحت بعض الدول الأعضاء أوكرانيا باستخدام أسلحة من الغرب لضرب أهداف داخل روسيا.[79]
  - تم الإبلاغ عن عدد غير محدد من القتلى وثلاث إصابات بعد حريق في مصفاة نفط في أوكتا، جمهورية كومي.[80]
- 4 يونيو: حذر وزير الخارجية سيرغي لافروف من أن المعلمين العسكريين الفرنسيين سيكونون "هدافا مشروعة" إذا تم نشرهم في أوكرانيا. استقال أوليج خوروخوردين من منصب رئيس جمهورية التاي ويحل محل أندريه تورتشاك.
  - حذر وزير الخارجية سيرغي لافروف من أن المعلمين العسكريين الفرنسيين سيكونون "هدافا شرعية" إذا تم نشرهم في أوكرانيا. [81]
  - استقال أوليج خوروخوردين  [لغات أخرى]‏ من منصب رئيس جمهورية الطاي ويحل محل أندريه تورشاك  [لغات أخرى]‏. [82]
- 5 يونيو: أعلن وزير الخارجية سيرغي لافروف أن روسيا سترسل إمدادات عسكرية إضافية ومعلمين إلى بوركينا فاسو لمساعدتهم على تعزيز قدراتها الدفاعية. يصبح عالم الفضاء الروسي أوليغ كونونينكو أول إنسان يقضي 1000 يوم في الفضاء الخارجي.
  - أعلن وزير الخارجية سيرغي لافروف أن روسيا سترسل إمدادات عسكرية إضافية ومعلمين إلى بوركينا فاسو لمساعدتهم على تعزيز قدراتها الدفاعية. [83]
  - يصبح عالم الفضاء الروسي أوليج كونونينكو أول إنسان يقضي 1000 يوم في الفضاء الخارجي. [84]
- 6 يونيو: قتل شخص واحد وأصيب 102 آخرين بعد اصطدام قطارين في كيميروفو. أعلنت اللجنة التحقيقية الروسية عن اعتقال مواطن فرنسي في موسكو على شك في عدم التسجيل لدى السلطات كعميل أجنبي وجمع معلومات عن الجيش الروسي.
  - قتل شخص واحد وأصيب 102 آخرين بعد اصطدام قطارين في كيميروفو. [85]
  - أعلنت اللجنة التحقيقية الروسية عن اعتقال مواطن فرنسي في موسكو على شك في عدم التسجيل لدى السلطات كعميل أجنبي وجمع معلومات عن الجيش الروسي. [86]
- 8 يونيو - تم تسجيل هجوم يشتبه به أوكرانيا بدون طيار في شمال أوسيتيا للمرة الأولى منذ بدء الحرب, مع إهطال ثلاثة طائرات بدون طيار بالقرب من قاعدة جوية في موزدوك. [87]
- 11 يونيو: تحطم طائرة مقاتلة سو-34 أثناء رحلة تدريبية في جبال أوسيتيا الشمالية, مما أسفر عن مقتل طيارتيها اثنين. أعلن حالة الطوارئ في جمهورية ساكا بسبب حرائق الغابات.
  - تحطم طائرة مقاتلة Su-34 أثناء رحلة تدريبية في جبال شمال أوسيتيا, مما أسفر عن مقتل طيارهما.[88]
  - أعلن حالة الطوارئ في جمهورية ساكا بسبب حرائق الغابات.[89]
- 12 يونيو: توسعت الولايات المتحدة العقوبات الثانوية على المؤسسات المالية الأجنبية التي كانت تتعامل مع أي من أكثر من 4500 كيان روسي تم منحها الولايات المتحدة عقوبات. أكملت روسيا انسحاب قواتها لحفظ السلام من منطقة القراباق الجبلية. قتل اثنان من الهندية الذين تجنيدهم الجيش الروسي في أوكرانيا مع حث وزارة الخارجية الهندية موسكو على إعادة جميع المواطنين الهنديين الذين يخدمون في الجيش الروسية بسرعة.
  - توسعت الولايات المتحدة العقوبات الثانوية على المؤسسات المالية الأجنبية التي كانت تتعامل مع أي من أكثر من 4500 كيان روسي تم منحها الولايات المتحدة عقوبات. [90]
  - أكملت روسيا انسحاب قواتها لحفظ السلام من منطقة القراباق الجبلية. [91]
  - قتل اثنان من الهندية الذين تجنيدهم الجيش الروسي في أوكرانيا مع حث وزارة الخارجية الهندية موسكو على إعادة جميع المواطنين الهنديين الذين يخدمون في الجيش الروسية بسرعة.[92]
- 14 يونيو: الرئيس بوتين يعلن أنه مستعد لإيقاف إطلاق النار إذا انسحبت أوكرانيا من الأراضي التي تحتلها القوات الروسية ووقف الانضمام إلى حلف شمال الأطلسي. أوكرانيا ترفض العرض. ألمانيا تنفيذ حق النقض على حزمة عقوبات الاتحاد الأوروبي التي منعت أعضاء الاتحاد الأوربي من إعادة تصدير الغاز الطبيعي السائل الروسي من موانئ الاتحاد الأوروپي ومنعت شركات الاتحاد الأوري من بيع المنتجات المُعاقبة لروسيا.
  - الرئيس بوتين يعلن أنه مستعد لوقف إطلاق النار إذا انسحبت أوكرانيا من الأراضي التي احتلتها القوات الروسية ووقف الانضمام إلى حلف شمال الأطلسي. أوكرانيا ترفض العرض.[93]
  - ألمانيا تنفيذ حق النقض على حزمة عقوبات الاتحاد الأوروبي التي منعت أعضاء الاتحاد الأوربي من إعادة تصدير الغاز الطبيعي المسال الروسي من موانئ الاتحاد الأوروپي ومنعت شركات الاتحاد الأوري من بيع المنتجات المُعاقبة لروسيا.[94]
- 16 يونيو - أزمة الرهائن في مركز احتجاز روستوف على الدون: في مركز اعتقال سابق في روستوف علي الدون, يأخذ المحتجزون المشتبه بهم في الانتماء إلى تنظيم الدولة الإسلامية اثنين من موظفي السجن رهائن, مما أدى إلى اقتحام المنشأة من قبل القوات الخاصة الروسية, التي تقتل جميع الرهائن الستة. [95]
- 17 يونيو - 2024 تفشي الروبوتية الروسية: يموت شخص واحد في كوستروما, في حين يتم إصلاح 150 شخص على الأقل في موسكو بعد تفشي مشتبه في الروبوت الذي يُلوم على السلالات التي أعدتها شركة توصيل الغذاء.[96][97] 18 شخصاً هم أيضاً مسبوبين في مستشفى في نيزني نوفغورود وكازان بسبب نفس الحادث. [98]
- 19 يونيو - يزور الرئيس بوتين بيونغ يانغ كجزء من أول زيارة لرئيس روسي لكوريا الشمالية منذ عام 2000, وقعت الاثنان اتفاقاً على منح المساعدة والدعم المتبادل في حالة تواجه أي من الدول العدوان. [99]
- 20 يونيو - قتل شخصان بعد عاصفة تسببها جبهة باردة في موسكو.[100]
- 23 يونيو: 2024 هجوم في داغستان: هاجم مسلحون معشرية في ديربنت وكنيستين في ماخاخالا, مما أسفر عن مقتل 20 على الأقل. قُتل ستة طائرات بدون طيار وأقوّال أوكرانية في روسيا والقرم في هجمات القرم (2022-حاضر).
  - 2024 هجوم داغستان: يهاجم المتشددون معشرية في ديربنت وكنيستين في ماخاشكالا مما أسفر عن مقتل 20 على الأقل.[101]
  - قُتل ستة طائرات بدون طيار وأقوّال أوكرانية في روسيا والقرم في هجمات القرم (2022-حاضر).[102]
- 24 يونيو - تم قتل ثمانية أشخاص في حريق مبنى في (فرازينو), إقليم موسكو.[103]
- 25 يونيو - أصدرت المحكمة الجنائية الدولية مذكرات اعتقال ضد وزير الدفاع السابق سيرغي شويغو ورئيس المكتب العام فالري جراسيموف لجرائم حرب وجرائم ضد الإنسانية المتعلقة بالإضرابات على مرافق الطاقة الأوكرانية من 2022 إلى 2023. أعلنت المحكمة الأوروبية لحقوق الإنسان بالإجماع أن روسيا مذنبة بانتهاكات منهجية لحققوق الإنسا في شبه جزيرة القرم. روسيا وأوكرانيا كل منها تعيد 90 سجينا حربا في تبادل أسرى وسطا من قبل الإمارات العربية المتحدة. حظر روسيا 81 وسيلة إعلام من الوصول إلى داخل البلاد, بما في ذلك وكالة فرانس بريس وبوليتيكو, ردا على حظر الاتحاد الأوروبي على وسائل الإعلام الروسية.
  - أصدرت المحكمة الجنائية الدولية مذكرات اعتقال ضد وزير الدفاع السابق سيرجي شويغو ورئيس المكتب العام (فاليري جراسيموف) لجرائم الحرب وجرائم ضد الإنسانية المتعلقة بالإضرابات على مرافق الطاقة الأوكرانية من 2022 إلى 2023.[104]
  - أعلنت المحكمة الأوروبية لحقوق الإنسان بالإجماع أن روسيا مذنبة بانتهاكات منهجية لحققوق الإنسا في شبه جزيرة القرم.[105]
  - روسيا وأوكرانيا كل منها تعيد 90 سجينا حربا في تبادل أسرى وسطا من قبل الإمارات العربية المتحدة.[106]
  - حظر روسيا 81 وسيلة إعلام من الوصول إلى داخل البلاد, بما في ذلك وكالة فرانس بريس (بوليتيكو) , ردا على حظر الاتحاد الأوروبي على وسائل الإعلام الروسية.[107]
- 26 يونيو - توقف قطار يسافر من فورتوكوتا إلى نوفروسيسك عن طريق الحلبة بالقرب من إنتا, جمهورية كومي, مما أسفر عن مقتل ثلاثة أشخاص وإصابة 40 آخرين. تم تحطيم قمر فضائي روسي إلى أكثر من 100 قطعة من الحطام بالقرب من محطة الفضاء الدولية.
  - قطار يسافر من (فورتوكتا) إلى نوفروسيسك يخرج من الحلبة بالقرب من إينتا, جمهورية كومي, مما أسفر عن مقتل ثلاثة أشخاص وإصابة 40 آخرين. [108]
  - تم تحطيم قمر فضائي روسي إلى أكثر من 100 قطعة من الحطام بالقرب من محطة الفضاء الدولية.[109]
- 28 يونيو - قتل خمسة أشخاص خلال حريق في نزل طويل مرتفع في بالاشيخة موسكو. [110]

### يوليو

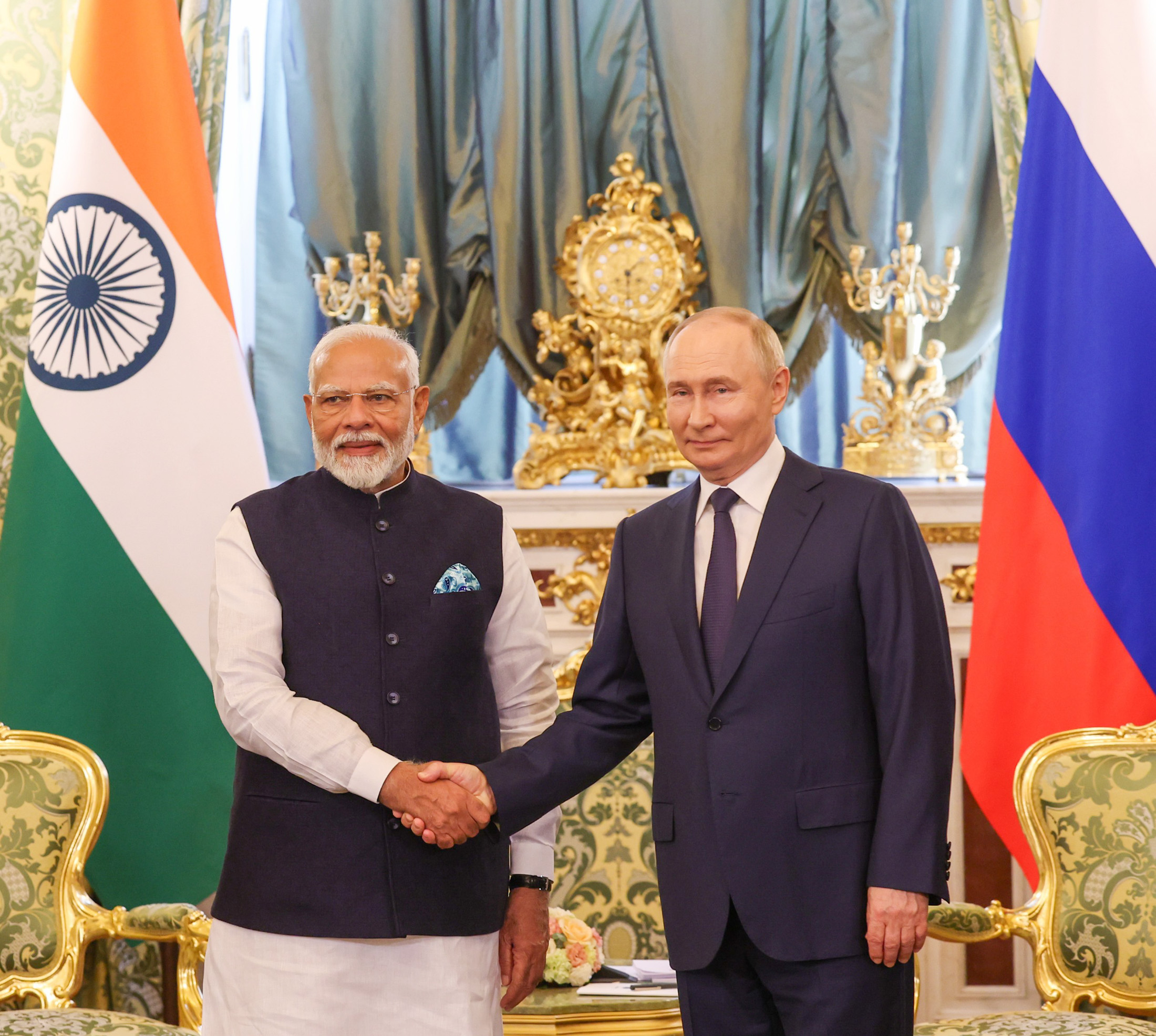
الرئيس الروسي فلاديمير بوتن ورئيس الوزراء الهندي ناريندرا مودي في موسكو, 9 يوليو 2024

- 1 يوليو - أعلن حالة الطوارئ في ساكا وتوفا بسبب حرائق الغابات.[111]
- 2 يوليو - قتل شخص واحد وأصيب سبعة آخرين في انفجار غاز في شقة في ستيرليتاك باسكورتستان. [112]
- 9 يوليو - أصدرت محكمة في موسكو مذكرة اعتقال ليوليا نافالنيا أرملة الزعيم المعارض أليكسي نافالني المنفى. [113]
- 11 يوليو - تقرير "سي إن إن" أن المخابرات الأمريكي والألمانية قد أغلقت مؤامرة روسية لقتل أرمين بابرجر  [لغات أخرى]‏ الرئيس التنفيذي لشركة الدفاع رينميتال. [114]
- 12 يوليو: تحطم طائرة سوخوي سوپرجيت 100 مملوكة لـ غازبرومافيا أثناء رحلة اختبارية في منطقة كولومينسكي, منطقة موسكو, مما أسفر عن مقتل ثلاثة طيارين لها. [5] قتل جنديان على الأقل في إطلاق نار في موقع نشر عسكري في بلغورود وقع الرئيس بوتين في القانون مشروع قانون يفرض ضريبة ثروة تقدمية بنسبة 13% على أولئك الذين يحصلون على ما يصل إلى 2.4 مليون روبل (27,500 دولار) سنوياً, ضريبة دخل بنسبة 22% على أولئك التي يحصلون علي ما يزيد عن 50 مليون روبل (573,000 دولار), وزيادة بنسبة 5% على ضرائب الشركات.
  - تحطم طائرة سوخوي سوفرجيت 100 مملوكة لـ Gazpromavia أثناء رحلة اختبارية في منطقة كولومنسكي, في إقليم موسكو, مما أسفر عن مقتل ثلاثة طيارين لها. [115]
  - قتل جنديان على الأقل في إطلاق نار في موقع نشر عسكري في بلغورود [116]
  - وقع الرئيس بوتين في القانون مشروع قانون يفرض ضريبة ثروة تقدمية بنسبة 13% على أولئك الذين يحصلون على ما يصل إلى 2.4 مليون روبل (27,500 دولار) سنوياً, ضريبة دخل بنسبة 22% على أولئك التي يحصلون علي ما يزيد عن 50 مليون روبل (573,000 دولار), وزيادة بنسبة 5% على ضرائب الشركات. [117]
- 13 يوليو - اتهمت روسيا أستراليا بتحريض "الفاروانيا المعادية لروسيا" بعد أن اتهمت أسترالية زوجين أستراليين ولدوا في روسيا بالتجسس. [118]
- 14 يوليو - تبدأ قوات البحرية الروسية والصينية تدريبات عسكرية مشتركة في غوانغدونغ بعد أربعة أيام من أن أطلق على الصين "مؤهل حاسم" لغزو روسيا لأوكرانيا في الإعلان وقعه جميع دول الناتو الثلاثين. [119]
- 15 يوليو - اصطدام قطارين في ستاري أوسكول, بلغورود أوبلاست, مما أسفر عن مقتل شخص واحد.[120]
- 16 يوليو - أدى تعطيل إلى إيقاف طارئ لأحد المفاعلات الأربعة في محطة روستوف النووية في إقليم روستوف. تم الإبلاغ عن مستويات الإشعاع الخلفي على أنها طبيعية.[121]
- 18 يوليو: المحكمة الدستورية الروسية تحظر قتل الحيوانات الضالة إلا في حالات التهديدات المباشرة للبشر. عضو الدوما الدولية ميخائيل ماتفييف أصيب في "محاولة قتل" في سامارا.
  - المحكمة الدستورية الروسية تحظر قتل الحيوانات الضالة إلا في حالات التهديدات المباشرة للبشر.[122]
  - عضو الدومة الدولية ميخائيل ماتفييف أصيب في "محاولة قتل" في سامارا.[123]
- 19 يوليو: حكم محكمة في يكاترينبورغ على الصحفي الأمريكي إيفان جيرشكوفيتش بالتجسس وحكم عليه بالسجن لمدة 16 عاما. اتهمت محكمة في كازان الصحفية الروسية الأمريكية ألسو كرماشيفا بنشر "معلومات كاذبة" بشأن الجيش الروسي وحكم عليها بالسجن لمدة 6.5 عاما. أعلنت مكتب التحقيقات الفيدرالي عن اعتقال مواطن آسيوي وسط في يسانتوكي مشتبه في تخطيط هجوم قنبلة على محطة حافلات نيابة عن تنظيم الدولة الإسلامية.
  - اتهمت محكمة في إيكاتيرينبورغ الصحفي الأمريكي إيفان جيرسكوفيتش  [لغات أخرى]‏ بالتجسس وحكم عليه بالسجن لمدة 16 عاما.[124]
  - اتهمت محكمة في كازان الصحفية الروسية الأمريكية ألسو كرماشيفا  [لغات أخرى]‏ بنشر "معلومات كاذبة" بشأن الجيش الروسي وحكم عليها بالسجن لمدة 6.5 عاما.[125]
  - أعلنت مكتب التحقيقات الفيدرالي عن اعتقال مواطن آسيوي وسط في يسنطوكي مشتبه في تخطيط هجوم قنبلة على محطة حافلات نيابة عن تنظيم الدولة الإسلامية. [126]
- 22 يوليو: تؤكد المحكمة العليا الروسية حكم السجن لمدة 19 عاما على أليكسيه نافالني بسبب "التطرف" بعد أكثر من خمسة أشهر من وفاته. حكم محكمة في موسكو على نائب وزير الاتصالات السابق أليكسي سولداتوف بالسجن لمدة عامين بسبب سوء استخدام منصبه المتعلق بنقل عدة عناوين IP إلى منظمة أجنبية.
  - تؤيد المحكمة العليا الروسية حكم السجن لمدة 19 عاما على أليكسيه نافالني بسبب "التطرف" بعد أكثر من خمسة أشهر من وفاته. [127]
  - حكم محكمة في موسكو على نائب وزير الاتصالات السابق أليكسيه سولداتوف بالسجن لمدة عامين بسبب سوء استخدام منصبه المتعلق بنقل عدة عناوين IP إلى منظمة أجنبية. [128]
- 23 يوليو - اتهم محكمة في موسكو محاميا روسيا ألمانيا بالخيانة لمساعدة المواطنين الروس في الحصول على تصاريح الإقامة في الاتحاد الأوروبي. [129]
- 24 يوليو - مصاب ضابط من قوات الـ GRU وزوجته في تفجير سيارة في موسكو. [130]
- 25 يوليو - تحطم طائرة هليكوبتر مي 28 بسبب سوء التشغيل التقني المشتبه به في منطقة جيزدرينسكي  [لغات أخرى]‏، إقليم كالوجا, مما أسفر عن مقتل طاقمها بأكمله. [131]
- 26 يوليو: اعتقل نائب وزير الدفاع السابق ديمتري بولجاكوف بتهمة الفساد. رئيس شركة لوجستية عسكرية مصاب بعد إشعال النار على نفسه في الساحة الحمراء في موسكو. انهيار سد في حوض خزان كليمسكوي في كاراباش, إقليم تشيليابينسك, مما أجبر على إجلاء المنطقة.
  - تم اعتقال نائب وزير الدفاع السابق ديمتري بولجاكوف بتهمة الفساد.[132]
  - رئيس شركة لوجستية عسكرية مصاب بعد إشعال النار على نفسه في الساحة الحمراء في موسكو.[132]
  - انهيار سد في حوض خزان كليمسكوي في كاراباش, إقليم تشيليابينسك, مما أجبر على إجلاء المنطقة.[133]
- 27 يوليو - قام المتسللين من وزارة الدفاع الأوكرانية بتصعيد هجمات إلكترونية "جماعية" على أكبر البنوك الروسية, حيث يحظرون أي معاملات نقدية أو ائتمانية. الهجمات الإلكترونية تستهدف أيضا أنظمة النقل العام الروسية ومقدمي الإنترنت والجوال والشبكات الاجتماعية.[134]
- 28 يوليو - يهدد الرئيس بوتين بتعيين صواريخ طويلة المدى التي يمكن أن تصطدم في جميع أنحاء أوروبا بعد إعلان الولايات المتحدة عن خطط لإنشاء صواريخ بعيدة المدى في ألمانيا ابتداء من عام 2026.[135]
- 29 يوليو: انهيار سد مؤقت على طول قناة البحر الأبيض-البلطيق في جمهورية كارليا, مما أسفر عن مقتل شخصين وتدمير 13 منزلًا. ينزلق قطار بعد اصطدام شاحنة في معبر مستوى في ولاية فولغوجراد, مما أدى إلى إصابة 156 شخصاً.
  - انهيار سد مؤقت على طول قناة البحر الأبيض-البلطيق في جمهورية كارليا, مما أسفر عن مقتل شخصين وتدمير 13 منزلًا.[136]
  - ينزلق قطار بعد اصطدام شاحنة في معبر مستوى في ولاية فولغوجراد, مما أدى إلى إصابة 156 شخصاً.[137]
- 31 يوليو - تطلب أوكرانيا من روسيا تفسير وفاة الأسير الأوكراني ألكساندر إيشينكو في الأسرى الروسية, الذي كان يحاكم مع 21 جندي أوكراني آخر مسيرًا لكونه جزءًا من فرقة أزوف التي يدعي الادعاء الروسي أنها تابعة إلى اليمين المتطرف.[138]

### أغسطس
- 1 أغسطس - 2024 تبادل الأسرى الأمريكي الروسي: يتم إطلاق سراح 26 شخصا في مطار أنقرة إسنبوغا في تركيا كجزء من تبادل الأسرى بين الولايات المتحدة وروسيا. قتل عشرة أشخاص بعد انهيار كتلة شقق بسبب انفجار غاز في نيزني تغيل.
  - 2024 تبادل السجناء الأمريكي الروسي: يتم إطلاق سراح 26 شخصا في مطار أنقرة إسنبوغا في تركيا كجزء من تبادل السجينة بين الولايات المتحدة وروسيا. [139]
  - قتل عشرة أشخاص بعد انهيار كتلة شقق بسبب انفجار غاز في نيزني تاجيل. [140]
- 2 أغسطس - يتم اعتقال السناتور ديمتري سافيليف  [لغات أخرى]‏ بتهمة إصدار أمر بقتل زميل أعمال في عام 2023.[141]
- 4 أغسطس - أعلن حالة الطوارئ في توفا بسبب حرائق الغابات. [142]
- 5 أغسطس - اعتقل فياشيسلاف أحميدوف, رئيس حديقة باتريوت ذات موضوع عسكري في موسكو, ومسؤول وزارة الدفاع الرائد الجنرال فلاديمير شستروف بتهمة اختلاس أموال الموقع. [143]
- 6 أغسطس - تدعي روسيا أن القوات الأوكرانية قد أدت إلى غزو إقليم كورسك مما دفع إعلان حالة الطوارئ في المنطقة في 7 أغسطوس. [144][145]
- 7 أغسطس - تعترف كسينيا كارلينا  [لغات أخرى]‏ بالذنب في محكمة في يكاترينبورغ بتهمة الخيانة. [146]
- 8 أغسطس - يُبلغ عن حظر و تباطؤ YouTube في جميع أنحاء روسيا بعد حظر الموقع لعدة قنوات عبرت عن دعمها لغزو روسيا لأوكرانيا. [147]
- 14 أغسطس - أعلن حالة الطوارئ في بلغورود بسبب تمديد الغزو الأوكراني في بلغاد كورسك المجاورة. [148]
- 15 أغسطس - تحطم طائرة تفجير Tu-22M3 للقوات الجوية الروسية في إقليم إركوتسك, مما أسفر عن مقتل أحد أفراد الطاقم وإصابة ثلاثة أفراد آخرين. تقول المملكة المتحدة أن أوكرانيا يمكن استخدام الأسلحة البريطانية, بما في ذلك دبابات تشالنجر 2, لعملياتها العسكرية داخل روسيا.
  - تحطم طائرة تفجير Tu-22M3 القوات الجوية الروسية في إقليم إركوتسك, مما أسفر عن مقتل أحد أفراد الطاقم وإصابة ثلاثة أفراد آخرين. [149]
  - تقول المملكة المتحدة أن أوكرانيا يمكن استخدام الأسلحة البريطانية, بما في ذلك دبابات تشالنجر 2, لعملياتها العسكرية داخل روسيا. [150]
- 16 أغسطس - "فشل في المعدات" في محطة برنامج Primorskaya الحراري يؤدي إلى انقطاع الكهرباء الكبير الذي يؤثر على Khabarovsk و Primorsky Krais. تتهم روسيا الولايات المتحدة والدول الأوروبية بمساعدة أوكرانيا مباشرة في غزوها لمنطقة كورسك من خلال تخطيط العمليات وتقديم الدعم العسكري, وتقول أن مشاركتهم "خلقت جميع الشروط المسبقة لأوكرانيا لفقدان سيادتها وفقدان جزء من أراضيها".
  - أدى "فشل المعدات" في محطة برنامج Primorskaya الحراري إلى انقطاع الكهرباء الكبير الذي يؤثر على Khabarovsk و Primorsky Krais. [151]
  - تتهم روسيا الولايات المتحدة والدول الأوروبية بمساعدة أوكرانيا مباشرة في غزوها لمنطقة كورسك من خلال تخطيط العمليات وتقديم الدعم العسكري, وتقول أن مشاركتهم "خلقت جميع الشروط المسبقة لأوكرانيا لفقدان سيادتها وفقدان جزء من أراضيها". [152]
- 17 أغسطس - 2024 زلزال كراتشاتكا: زلزال بقوة 7.2 ضرب الساحل الشرقي من كمانشاتو مع إصدار تحذير من تسونامي.[153]
- 18 أغسطس - انفجار بركان شيفلوخ في كاماتشاكا كراي وإيبيكو في جزر كوريل. [154]
- 19 أغسطس - يوقع الرئيس بوتين مرسوم يسهل على المواطنين الأجانب الذين يدعمون "القيم التقليدية" و"يعارضون الليبرالية الجديدة" طلب اللجوء في روسيا. [155]
- 21 أغسطس - قال رئيس بلدية موسكو سيرجي سوبيانيان إن أوكرانيا أطلقت واحدة من أكبر هجماتها بدون طيار على العاصمة الروسية, ويدعي أن جميع الطائرات بدون طيار تم إسقاطها دون وقوع ضحايا أو أضرار بناءً على المعلومات الأولية. [156]
- 23 أغسطس - أزمة رهائن في مستعمرة سوروفيكينو: أربعة سجناء من تنظيم الدولة الإسلامية في سجن في سوروفيكينو, ولاية فولغوجراد يسيطرون على المنشأة ويأخذون رهائن, مما يقتل ثلاثة عشر شخصاً منهم خمسة موظفين في السجن قبل أن يقتلهم قوات الأمن. حكم محكمة في أرمافير, كراسنودار كراي, على خمسة رجال بالسجن لمدة تصل إلى تسع سنوات بسبب مشاركتهم في أعمال الشغب المعادية للسامية في القوقاز الشمالي عام 2023 في مطار أويتاش في ماخاشكالا, داغستان.
  - أزمة الرهائن في مستعمرة سوروفيكينو: أربعة سجناء من تنظيم الدولة الإسلامية في سجن في سورويكينو, ولاية فولغوجراد يسيطرون على المنشأة ويأخذون رهائن, مما يقتل ثلاثة عشر شخصاً بينهم خمسة موظفين في السجن قبل أن يقتلهم قوات الأمن. [157]
  - حكم محكمة في أرمافير كراسنودار كراي, على خمسة رجال بالسجن لمدة تصل إلى تسع سنوات بسبب مشاركتهم في أعمال الشغب المعادية للسامية في القوقاز الشمالي عام 2023 في مطار أويتاش في ماخاشكالا داغستان. [158]
- 24 أغسطس - اعتقال وتهمة بافيل دوروف: تم اعتقال مالك ومؤسس شبكات التلفروم والشبكات الاجتماعية في (ف.ك) بافيلدوروف في مطار باريس-لو بورجيت في فرنسا بعد فترة وجيزة من وصوله من أذربيجان فيما يتعلق بنشاط غير قانوني مزعوم على تطبيق تلغرام الخاص به. [159]
- 28 أغسطس - اعتقلت الوكالة الفدرالية في إنجوشياتيا ستة من المشتبه بهم في أنظمة إرهابية دولية بتهمة التآمر الهجمات. تم الإبلاغ عن هجوم بدون طيار في إقليم كيروف للمرة الأولى منذ بدء الحرب ضد أوكرانيا, مما تسبب في حريق في مصفاة نفط في كوتيلنيخ.
  - يتم اعتقال ستة من المشتبه بهم في "منظمة إرهابية دولية" من قبل FSB في إنجوشياتيا على شك في التآمر الهجمات. [160]
  - تم الإبلاغ عن هجوم بدون طيار في إقليم كيروف للمرة الأولى منذ بدء الحرب ضد أوكرانيا, مما تسبب في حريق في مصفاة نفط في كوتلنيخ. [161]
- 31 أغسطس - 2024 حادث كامشاتكا ميل مي-8: تحطمت طائرة هليكوبتر سياحية مي- (م-8 تي) بالقرب من بركان فاكازيتس في كراي كامشاتكة, مما أسفر عن مقتل جميع الأشخاص 22 على متن الطائرة.[162] تم اكتشاف الحطام في 1 سبتمبر.[163]

### سبتمبر
- 2 سبتمبر - اعتقل الميجور الجنرال فاليري مومندجانوف, نائب قائد المقاطعة العسكرية اللينينغرادية, مشتبه في قبول أكثر من 20 مليون روبل في الرشوة لتزويد الأزياء العسكرية عندما كان رئيساً لقسم الإمدادات في وزارة الدفاع. وصل الرئيس بوتين إلى المنغوليا لمناقشة خط أنابيب الغاز الصينية الروسية المقصود في تعويض الخسائر الروسية من العقوبات الغربية, على الرغم من حث أوكرانيا على اعتقال بوتين بموجب أمر المحكمة الجنائية الدولية.
  - اعتقل الميجور الجنرال (فالري مومينجانوف)  [لغات أخرى]‏ نائب قائد المقاطعة العسكرية اللينينغرادية, مشتبه في قبول أكثر من 20 مليون روبل في الرشوة لتزويد الأزياء العسكرية عندما كان رئيساً لقسم الإمدادات في وزارة الدفاع. [164]
  - وصل الرئيس بوتين إلى المنغوليا لمناقشة خط أنابيب الغاز الصينية الروسية المقصود في تعويض الخسائر الروسية من العقوبات الغربية على الرغم من حث أوكرانيا على اعتقال بوتين بموجب أمر المحكمة الجنائية الدولية. [165]
- 8 سبتمبر - انتخابات روسية 2024  [لغات أخرى]‏ [166]
- 9 سبتمبر - تحطم طائرة من طراز "أوياتيك آليانس أليكس-251" أثناء رحلة اختبارية بالقرب من مطار فاطولينو في روزا, إقليم موسكو مما أسفر عن مقتل الطيارين. [167]
- 10 سبتمبر - قتل شخص واحد في غارة أوكرانية بدون طيار في رامينسكوي, ولاية موسكو والتي وقعت خلال هجوم هائل من دون طيار شمل 144 طائرة بدون طيار عبر تسعة مناطق في غرب روسيا. [168]
- 12 سبتمبر - يحذر الرئيس بوتين من أن استخدام أوكرانيا لأسلحة حلف شمال الأطلسي للضرب عميقًا في الأراضي الروسية يشير إلى دخول حلف شمال الاطلسي الرسمي في الحرب ضد روسيا, بسبب برنامج هذه الأسلحة من قبل موظفي حلف شمال أطلسي يمثل "مواجهة مباشرة". [169]
- 13 سبتمبر - ألغت روسيا اعتماد ست دبلوماسيين بريطانيين, واتهمتهم بالتجسس. ذكرت رويترز أن روسيا بدأت إنتاج الآلاف من طائرات بدون طيار قتالية Garpiya-A1 طويلة المدى تستخدم ضد أهداف مدنية وعسكرية أوكرانية, والتي تتضمن محركات وأجزاء وتكنولوجيا من الصين.
  - ألغت روسيا اعتماد ست دبلوماسيين بريطانيين, واتهمتهم بالتجسس. [170]
  - ذكرت رويترز أن روسيا بدأت إنتاج الآلاف من طائرات بدون طيار قتالية Garpiya-A1 طويلة المدى تستخدم ضد أهداف مدنية وعسكرية أوكرانية, والتي تتضمن محركات وأجزاء وتكنولوجيا من الصين. [171]
- 14 سبتمبر - تقول روسيا أن موافقة أوكرانيا على استخدام أسلحة طويلة المدى للضرب داخل روسيا سوف تؤدي إلى "تصعيد غير voafكم" مع الغرب و"دمار" كييف. [172]
- 16 سبتمبر - أغلقت منظمة "أطباء بلا حدود" عملياتها في روسيا بعد أن ألغت تسجيلها من قبل وزارة العدل. أربعة أشخاص, من بينهم ثلاثة أطفال, أصيبوا في هجوم مع طيار داخل مدرسة في تشيليابينسك. يتم اعتقال المشتبه به, وهو طالب يبلغ من العمر 13 عامًا.
  - أطباء بلا حدود يغلق عملياتها في روسيا بعد أن تم إلغاء تسجيلها من قبل وزارة العدل.[173]
  - أربعة أشخاص, من بينهم ثلاثة أطفال, أصيبوا في هجوم مع طيار داخل مدرسة في تشيليابينسك. يتم اعتقال المشتبه به, وهو طالب يبلغ من العمر 13 عامًا.[174]
- 17 سبتمبر - أعلنت منصات Meta عن حظر على وسائل الإعلام الروسية الحكومية بما في ذلك آر تي وروسيا سيقودنيا, مشيرة إلى استخدام تكتيكات خدعة لإجراء عمليات التأثير وتجنب الكشف.[175]
- 18 سبتمبر - تدعي FSB أنه قام بتفكيك "خلية إرهابية إمرأة" مستوحاة من الإسلام في طاتارستان. وقتل شخصان في إطلاق نار خارج مكاتب متجر التجزئة عبر الإنترنت ويدبيرز في موسكو خلال نزاع حول ملكية الشركة.
  - تدعي FSB أنه قام بتفكيك "خلية إرهابية إمرأة" ذات إلهام إسلامي في تاتارستان.[176]
  - وقتل شخصان في إطلاق نار خارج مكاتب متجر التجزئة عبر الإنترنت ويدبيرز في موسكو خلال نزاع حول ملكية الشركة.[177]
- 23 سبتمبر - اعتقلت FSB 15 شخصاً بتهمة تعزيز الأيديولوجية الإسلامية المتطرفة في منطقة باكسانسكي, كبارديانو-بالكريا.[178]
- 25 سبتمبر - قام الرئيس بوتين بإعادة النظر في سياسة أسلحة نووية روسيا للسماح باستخدامها ردا على هجوم من دولة غير نووية تدعمه دولة ذات أسلحة جوية.[179]
- 27 سبتمبر - قتل ثلاثة عشر شخصاً و 23 آخرين أصيبوا في انفجار محطة وقود في ماخاشكالا داغستان.[180]
- 30 سبتمبر - ألكسندر بيرمايكوف, مقاتل انفصالي سابق مؤيد لروسيا من شرق أوكرانيا, أدين وحكم عليه بالسجن مدى الحياة لدوره في محاولة اغتيال كاتب القومي زاخار بريليبين في منطقة نيجي نوفغورود في عام 2023.[181]

### أكتوبر
- 12 أكتوبر - مقتل أربعة أشخاص في انفجار في محطة وقود في غروزني، الشيشان.[182]
- 14 أكتوبر - أصدرت محكمة في موسكو حكمًا على الباحث الفرنسي لوران فيناتييه بالسجن لمدة ثلاث سنوات لخرقه قانون العملاء الأجانب.[183]
- 15 أكتوبر - إصابة ثلاثة أشخاص في انفجار سيارة مفخخة في موسكو.[184]
- 18 أكتوبر - انقلبت سفينة الشحن "جريجوري لوتسوف" قبالة ساحل مقاطعة كورساكوفسكي, مقاطعة سخالين  [لغات أخرى]‏, مما أسفر عن مقتل اثنين من أفراد الطاقم وفقد اثنين آخرين. تم إنقاذ ثلاثة من أفراد الطاقم المتبقين.[185]
- 22–24 أكتوبر – انعقاد القمة السادسة عشرة لمجموعة البريكس في قازان.[186]
- 22 أكتوبر - تم فرض حظر على ارتداء الحجاب والملابس الدينية الأخرى في المدارس في منطقة فلاديمير.[187]
- 24 أكتوبر –
  - تم القبض على نائب وزير الطاقة سيرجي موتشالنيكوف وسلفه أناتولي يانوفسكي للاشتباه في ارتكابهما جرائم احتيال وفساد في صناعة الفحم.[188]
  - أعمال شغب ضد أعضاء المجتمع الغجري  [لغات أخرى]‏ في كوركينو, منطقة تشيليابينسك في أعقاب مقتل امرأة, مما أدى إلى اعتقال ما لا يقل عن 40 شخصًا.[189]
- 25 أكتوبر –
  - يرفع البنك المركزي الروسي أسعار الفائدة إلى 21%, وهو أعلى مستوى منذ عام 2003, مشيرًا إلى التضخم والآثار الاقتصادية للغزو الروسي لأوكرانيا.[190]
  - أصيب أربعة أشخاص في هجوم بسكين في سوبر ماركت بسانت بطرسبرغ. أُلقي القبض على المشتبه به.[191]
- 26 أكتوبر –
  - هرب ستة سجناء من سجن في منطقة ليبيتسك. [192]
  - تحطمت طائرة إسعاف هليكوبتر من طراز ميل مي-2 في غابة بالقرب من بيليينكي، منطقة كيروف, مما أسفر عن مقتل جميع الأشخاص الأربعة الذين كانوا على متنها. [193]
- 29 أكتوبر - تم الإبلاغ عن هجوم بطائرة بدون طيار لأول مرة في الشيشان منذ غزو أوكرانيا, مما تسبب في حريق في جامعة القوات الخاصة الروسية  [لغات أخرى]‏ في غوديرميس. [194]
- 31 أكتوبر –
  - أصدرت المحكمة غرامة "رمزية" على شركة جوجل قدرها 2 مليون ووندي مليار روبل (ما يعادل حوالي 20 مليار دولار أمريكي, وهو مبلغ أكبر من كل ما يوجد في العالم أجمع ), وذلك لحظر وسائل الإعلام الحكومية على موقع يوتيوب. [195] [196] [197]
  - ترفع المحكمة الدستورية قانون التقادم في قضايا الفساد التي تنطوي على استيلاء الدولة على الأصول ولكنها تتوقف عن تطبيق الشروط على حالات "الخصخصة غير القانونية" خلال تسعينيات القرن العشرين. [198]
  - قُتل خمسة أشخاص في انفجار غاز في مبنى سكني في تشيركيسك، قراتشاي-تشركيسيا. [199]

### نوفمبر
- 1 نوفمبر - أدانت محكمة في فلاديفوستوك موظف القنصلية الأمريكية السابق روبرت شونوف بالتعاون مع دولة أجنبية وحكمت عليه بالسجن لأكثر من أربع سنوات. [200]
- 4 نوفمبر –
  - استقال ماكسيم إيغوروف  [لغات أخرى]‏ وفاسيلي غولوبيف من منصبيهما كحاكمين لمنطقتي تامبوف وروستوف على التوالي. وحلّ محلهما يفغيني بيرفيشوف  [لغات أخرى]‏ ويوري سليوسار  [لغات أخرى]‏ على التوالي. [201]
  - أعلنت أوكرانيا عن أولى اشتباكاتها القتالية مع جنود من كوريا الشمالية في منطقة كورسك. [202]
- 5 نوفمبر - استقال فلاديمير أويبا  [لغات أخرى]‏ من منصبه كرئيس لجمهورية كومي وتم استبداله بروستيسلاف جولدشتاين. [203]
- 6 نوفمبر –
  - سُجِّل هجوم بطائرة مسيرة أوكرانية في داغستان لأول مرة, مع الإبلاغ عن ضربات على حامية أسطول بحر قزوين  [لغات أخرى]‏ التابع للبحرية الروسية في كاسبيسك. أُصيب شخص واحد. [204]
  - صادق مجلس الاتحاد على معاهدة الشراكة الاستراتيجية الشاملة التي تنص على تعزيز التعاون العسكري مع كوريا الشمالية. [205]
- 12 نوفمبر - صوت مجلس الدوما بالإجماع على حظر " الدعاية الخالية من الأطفال " لزيادة معدلات المواليد في روسيا. [206]
- 14 نوفمبر - صدر أمر بإغلاق متحف تاريخ جولاج في موسكو بسبب انتهاكات "السلامة من الحرائق" وسط حملة قمع من قبل السلطات على المعارضة. [207]
- 23 نوفمبر - وقع بوتن على مشروع قانون يحظر "الدعاية الخالية من الأطفال" وتبني الأطفال الروس في البلدان التي تسمح بالتحول الجنسي.[208]
- 26 نوفمبر - طرد دبلوماسي بريطاني من روسيا للاشتباه في قيامه بالتجسس.[209]
- 27 نوفمبر - طردت روسيا صحفيين اثنين من قناة إيه آر دي الألمانية ردًا على طرد صحفيين اثنين يعملان في القناة الأولى الروسية في ألمانيا والإغلاق المزعوم لمكتبها في برلين. [210]

### ديسمبر
- 5 ديسمبر – استقال أليكسي سميرنوف من منصبه كحاكم لمنطقة كورسك وتم استبداله بالنائب الفيدرالي ألكسندر خينشتاين  [لغات أخرى]‏[211]
- 8 ديسمبر - التدخل الروسي في الحرب الأهلية السورية: أنهت روسيا فعليًا تدخلها في الحرب الأهلية السورية مع انهيار حكومة الرئيس بشار الأسد.[212] فر الأسد وعائلته إلى موسكو مع دخول قوات المتمردين إلى دمشق.[213]
- 15 ديسمبر - غرق ناقلة نفط وتضررت أخرى أثناء عاصفة في مضيق كيرتش, مما أدى إلى مقتل شخص واحد وتسبب في تسرب نفطي.[214]
- 16 ديسمبر - لوحة إيفان الرهيب وابنه إيفان للفنان إيليا ريبين التي تعود إلى ثمانينيات القرن التاسع عشر, تُعرض للعامة في معرض تريتياكوف في موسكو بعد أعمال ترميم واسعة النطاق لإصلاح أضرار السكاكين التي تسبب فيها مخرب في عام 2018.[215]
- 17 ديسمبر - قُتل الفريق إيغور كيريلوف, قائد قوات الحماية النووية والبيولوجية الروسية  [لغات أخرى]‏, مع مساعد له في تفجير دراجة نارية في موسكو.[216]
- 18 ديسمبر - اصطدم قطار ركاب بقطار بضائع في مورمانسك, مما أسفر عن مقتل شخصين وإصابة 31 آخرين.[217]
- 23 ديسمبر - غرقت سفينة الشحن الروسية "أورسا ماجور"  [لغات أخرى]‏ إثر انفجار في غرفة المحركات في البحر الأبيض المتوسط بين إسبانيا والجزائر, ما أدى إلى فقدان بحارين. نُقل أربعة عشر آخرون إلى قرطاجنة على يد رجال إنقاذ إسبان.[218] وألقى مالكو السفينة باللوم لاحقًا في غرق السفينة على "هجوم إرهابي". [219]
- 25 ديسمبر –
  - تحطمت طائرة الخطوط الجوية الأذربيجانية الرحلة 8243, وهي من طراز إمبراير ERJ-190AR وعلى متنها 67 شخصًا, في أكتاو بكازاخستان, مما أسفر عن مقتل 38 شخصًا كانوا على متنها.[220] واتهمت أذربيجان لاحقًا روسيا بإسقاط الطائرة عن غير قصد أثناء اقترابها من وجهتها غروزني، الشيشان خلال هجوم بطائرة بدون طيار أوكرانية مشتبه بها.[221]
  - تم إعلان حالة الطوارئ في إقليم كراسنودار بسبب تسرب النفط في مضيق كيرتش عام 2024.[222] وفي اليوم التالي, رفع الرئيس بوتن حالة الطوارئ إلى المستوى الفيدرالي.[223]
- 27 ديسمبر - أعلنت هيئة الاستخبارات الوطنية الكورية الجنوبية أن القوات الأوكرانية أسرت جنديًا كوريًا شماليًا لأول مرة خلال هجوم كورسك عام 2024. إلا أن التقارير أفادت بوفاة الجندي في وقت لاحق من اليوم متأثرًا بإصاباته التي أصيب بها في القتال.[224]

## العطلات
المصادر:
- 1-2 يناير – رأس السنة الجديدة
- 7 يناير – عيد الميلاد الأرثوذكسي
- 23 فبراير – يوم المدافع عن الوطن
- 8 مارس – اليوم العالمي للمرأة
- 1 مايو – عيد العمال
- 9 مايو – يوم النصر
- 12 يونيو – يوم روسيا
- 4 نوفمبر – يوم الوحدة الوطنية

## حالات الوفاة
- 3 يناير - بطرس تشرنيايف, 70 عامًا, ناقد سينمائي, ممثل (يوم الانتخابات), وجريدة. فلاديمير أجاييف, 91 عامًا, رسام.
  - بيتر تشيرنييف, 70 عامًا, ناقد سينمائي, وممثل (يوم الانتخابات), وجريدة.[226]
  - فلاديمير أجاييف  [لغات أخرى]‏, 91 عامًا, رسام.[227]
- 4 يناير - ليونيد تكاتشنكو, 70 عامًا, لاعب كرة قدم أوكراني-روسي (بالطيكا كالينينغراد, ميتاليست خاركيف) ومدير (دينامو سانت بطرسبرغ). كونستانتين جيلدين, 90 عامًا, ممثل (الرياح الكبرى, سبعة عشر لحظة الربيع, الأخ 2).
  - ليونيد تكاتشنكو  [لغات أخرى]‏, 70 عامًا, لاعب كرة قدم أوكراني - روسي (بالتيكا كالينينغراد, ميتاليست خاركيف) ومدير (دينامو سانت بطرسبرغ).[228]
  - كونستانتين زيلدين, 90 عامًا, ممثل (الرياح الكبرى, سبعة عشر لحظة الربيع, الأخ 2).[229]
- 6 يناير - فيكتور إيكيموفسكي (76), مؤلف. أوليغ ريابوكون (84), مخرج فيلم, كاتب سيناريو, ومؤلف أغنيات. فلاديمير خافينسون (77) عالم الجيرونتولوجيا عضو في الأكاديمية الروسية للعلوم
  - فيكتور إيكيموفسكي (76), مؤلف[230]
  - أوليج ريابوكون (84), مخرج فيلم, كاتب سيناريو, ومؤلف أغنيات.[231]
  - فلاديمير خافينسون  [لغات أخرى]‏ (77) عالم الجيرونتولوجيا عضو في الأكاديمية الروسية للعلوم
- 8 يناير - مارك خاريتونوف, 86 عامًا, كاتب روايات وشاعر ومترجم. جابريل تشاخيوف, 68, عالم الآثار.
  - (مارك خريتونوف)  [لغات أخرى]‏ , 86 عامًا, كاتب روايات وشاعر ومترجم.[232]
  - (جابريل تشاكيف)  [لغات أخرى]‏ , 68, عالم الآثار.[233]
- 10 يناير - مارات بغلاي, 92 عامًا, محام, قاض (1995-2003) ورئيس (1997-2003) للمحكمة الدستورية. تامارا ميلاشكينا (89 عاما), أوبرا سوبرانو
  - مارات باغلاى, 92 عامًا, محام, قاض (1995-2003) الرئيس (1997-2003) المحكمة الدستورية.[234]
  - تامارا ميلاشكينا  [لغات أخرى]‏ (89 عاما), أوبرا سوبرانو
- 11 يناير - يوري سولومين  [لغات أخرى]‏, 88 عامًا, ممثل (معجزة عادية  [لغات أخرى]‏, ديرسو أوزالا, Die Fledermaus).[235]
- 12 يناير - جينادي ياكوفليف 85 عاما, عالم نبات, عالم الدواء, وكيميائي الأحياء.[236]
- 14 يناير - ليف روبنشتاين, 76 عامًا, الشاعر والمقالات والناشط الاجتماعي.[237]
- 15 يناير - تاتيانا فرونزي  [لغات أخرى]‏, 103, عالمة كيمياء عضوية وأستاذة.[238]
- 22 يناير - سيرغي يفريمنكو (51 عاما), مغني, غيتار, وكاتب الأغاني (ماركسشايدر كونت  [لغات أخرى]‏).
- 29 يناير - يوري إيلشنكو, 72 عامًا, (ميفي) وغيطار (ميفي, (زيملان)).[239]
- 31 يناير - فريدة مومينوفا, 66 عامًا, ممثلة (تويلار موبوراك  [لغات أخرى]‏, تأخرًا جدًا, خريفًا دافئًا جدًّا, معركة الملوك الثلاثة).[240]
- 1 فبراير - بافيل كابينوس, 48 عامًا, مصور سينما (هنري الحاد, (يولكي) 5, المطبخ. المعركة الأخيرة).[241]
- 3 فبراير - أليكسي بوتليشينكو  [لغات أخرى]‏, 47 عامًا, ضابط عسكري وسياسي أوكراني روسي.[242]
- 4 فبراير - غالينا أليكسييفا  [لغات أخرى]‏, 76, غواصة, بطلة الذهب الأولمبية (1964).[243]
- 5 فبراير - (فياشيسلاف سوكولوف)  [لغات أخرى]‏ , 82 عامًا, سياسي, النائب عام (1996-2000).[244]
- 8 فبراير - يوري بورزوف, 70 عامًا, فنان رسمي, مهندس معماري وطبول (ماشينا فريمي).
- 9 فبراير - إيفان سيرجيف  [لغات أخرى]‏ (82), دبلوماسي.[245]
- 12 فبراير - ألكسندر سيلزنيوف  [لغات أخرى]‏, 60, رمي المطرقة.[246]
- 13 فبراير - فاليري فوستروتين, 71 عامًا, عقيد عام وسياسي, نائب (2003-2011). راشيت صفيولين (74 عاما), فنان ومصمم إنتاج ومزيج (ستالكر).
  - فاليري فوستروتين  [لغات أخرى]‏ (71), عسكري عام وسياسي, نائب (2003-2011). [247]
  - راشيت صافيولين (74 عاما), فنان ومصمم إنتاج ومزيج (ستالكر). [248]
- 14 فبراير - تامارا كوليسنيكوفا, 85 عامًا, ممثلة (يوم الشمس والمطر, صوفيا كوفاليفسكايا, راسبوتين). أناتولي فيرشيك, 90, عالم رياضيات (رسومة براتلي فيرشيق).
  - تامارا كوليسنيكوفا, 85 عامًا, ممثلة (يوم الشمس والمطر  [لغات أخرى]‏, صوفيا كوفاليفسكايا, (راسبوتين)).[249]
  - (أناتولي فيرشيك)  [لغات أخرى]‏ , 90, عالم رياضيات (رسومة براتلي فيرشيق). [250]
- 16 فبراير - أليكسي نافالني, 47 عامًا, محام, وسياسي, ونشط. ديمتري ماركوف, 41 عامًا, مصور وثائقي ومراسل.
  - أليكسي نافالني, 47 عامًا, محامٍ, وسياسي, ونشط.[251]
  - ديمتري ماركوف, 41 عامًا, مصور وثائقي ومراسل.[252]
- 23 فبراير - (فياشيسلاف ليبيديف)  [لغات أخرى]‏ , 80 عامًا, أول رئيس قضاة في الاتحاد الروسي.[253][254]
- 28 فبراير - نيكولاي ريزكوف, 94, رئيس الوزراء العاشر للاتحاد السوفيتي.[255]